# Петреску, Дан
Дание́л (Дан) Васи́ле Петре́ску (рум. Daniel (Dan) Vasile Petrescu; род. 22 декабря 1967, Бухарест) — румынский футболист и тренер. Один из лучших румынских защитников 90-х годов, участник чемпионатов мира 1994 и 1998, а также чемпионатов Европы 1996 и 2000. Обладатель Кубка обладателей кубков 1997/98, финалист Кубка европейских чемпионов 1988/89. В 2003 году был включён в состав символической сборной легионеров английской Премьер-лиги десятилетия.

## Ранние годы
Когда Дан был маленьким, он со своим братом дома играл в футбол апельсинами, из которых они также делали и ворота, за что их потом ругал отец. Это самые ранние воспоминания Петреску, связанные с футболом.
В 8 лет родители записали Дана в школу «Стяуа», выбор в пользу которой был сделан потому, что она была ближе прочих к дому. Петреску поучаствовал в нескольких тренировках, после чего тренер сказал ему, что он слишком мал, как по росту, так и по возрасту и предложил прийти через год. Тем не менее он всё равно продолжил играть в футбол, по его словам, везде, где можно было гонять мяч, и в итоге его всё-таки взяли в футбольную школу. Футбол в детстве был основным занятием Петреску, на поле он проводил весь день, что влияло на его успеваемость по школьным предметам. Поначалу играл на позиции нападающего, поскольку ему больше нравилось атаковать, нежели защищаться. Однако в итоге, по рекомендации тренера, обратившего внимание на его умение очень хорошо выбирать позицию на поле, перешёл в оборонительную линию, о чём не жалеет, поскольку, по его мнению, вряд ли бы из него получился хороший нападающий.
Помимо игры в футбол в юношеских командах «Стяуа» Петреску посещал матчи баскетбольной, волейбольной и гандбольной команд армейского спортивного общества. По словам Дана, одним из самых ярких его воспоминаний являются футбольные дерби, во время которых он с друзьями дрался против фанатов «Динамо», продолжалось это примерно до возраста 16 лет, сами же драки заканчивались всегда без каких-либо серьёзных последствий для Петреску. Немного позже, когда ему было уже 18 лет и он выступал за вторую команду «Стяуа», тем не менее, всё равно продолжал ходить поддерживать клуб на фанатский сектор.

## Клубная карьера

### Румыния
Профессиональную карьеру начал в родном клубе, попав в заявку команды в 1985 году. Дебютировал в основном составе 8 июня 1986 года в выездном матче против клуба «Брашов» (2:2). Всего в своём первом сезоне сыграл 2 матча в чемпионате и завоевал, тем самым, свой первый титул чемпиона страны. Следующий сезон провёл на правах аренды в клубе «Олт Скорничешти» из города Скорничешти, сыграл 24 встречи в чемпионате, после чего вернулся в Бухарест.
В сезоне 1987/88 сыграл уже 11 матчей, забил 1 гол и стал во второй раз в карьере чемпионом Румынии. Кроме того, в том сезоне впервые стал обладателем Кубка Румынии (однако в финальном матче не сыграл) и дебютировал в Кубке европейских чемпионов, где сыграл одну встречу. Следующий сезон провёл уже в качестве полноценного игрока основного состава, в 28 встречах чемпионата забил 5 мячей, благодаря чему в третий и последний раз завоевал титул чемпиона страны в качестве игрока. Этот сезон стал самым успешным для Петреску в плане достижений в румынском периоде карьеры, поскольку в нём он ещё во второй раз стал обладателем национального Кубка (сыграв, в том числе, и в финальном матче) и дошёл вместе с командой до финала Кубка чемпионов, где, однако, «Стяуа» уступила «Милану» 0:4. Всего Петреску провёл в этом розыгрыше главного европейского трофея 7 матчей (забил 1 гол), в том числе сыграл и в финальной встрече.
В сезоне 1989/90 провёл в чемпионате 23 игры и забил 9 голов, благодаря чему стал вице-чемпионом страны. Кроме того, сыграл 4 встречи и забил один мяч в розыгрыше Кубка чемпионов и вместе с командой дошёл до финала национального Кубка, где «Стяуа» уступила бухарестскому «Динамо» со счётом 4:6, однако Петреску в этом решающем матче на поле не выходил.
Сезон 1990/91 стал последним для Петреску в клубе «Стяуа», в том розыгрыше он провёл 31 матч и забил 13 мячей в чемпионате, во второй и последний раз став вице-чемпионом страны, сыграл 3 встречи и забил 2 гола в Кубке обладателей кубков. Несмотря на завершение выступлений за клуб, отношение к нему у Петреску не изменилось, даже спустя затем почти 20 лет, он отзывался о нём так:
Любовь к «Стяуа» — это то, что останется со мной на всю жизнь.

### Италия
В 1991 году получил предложение от «Фенербахче», с которым должен был подписать контракт, но в итоге переехал в Италию, где продолжил карьеру в клубе «Фоджа», который в сезоне 1990/91 одержал победу в Серии B и в новом сезоне должен был выступить в высшем итальянском дивизионе впервые за долгое время. В своём первом сезоне в Серии А сыграл 25 матчей и забил 4 гола. В следующем сезоне провёл 30 встреч и забил 3 гола. Каких-либо достижений с этой командой не добился, поскольку в эти 2 сезона клуб занял 9 и 11 места соответственно.
Сезон 1993/94 провёл в клубе «Дженоа», сыграл 24 матча и забил 1 гол. По итогам сезона клуб занял только 11-е место в чемпионате, поэтому тут Петреску тоже остался без трофеев, как и за всё время карьеры в Италии вообще. По словам самого Петереску, в итальянском периоде карьеры он не только стал настоящим «профи» и вырос как футболист, но и получил немалый опыт в человеческом плане:

В Италии я вырос, прежде всего, как футболист, и здесь же, наверное, многое почерпнул для себя в человеческом плане. Это был мой первый выезд за рубеж из Румынии. Огромная пропасть между этими странами в футбольном и профессиональном смысле, много различного в культуре, менталитете, питании, организации отдыха. В Румынии, например, всегда было много талантливых футболистов, зато в Италии они получали более профессиональную подготовку. Организация игры, самого футбола в Италии в целом заметно выше. Все это в своё время стало для меня настоящим открытием. Затем в Англии я не ощущал себя лучше, чем в Италии, там просто все было по-другому.

### Англия
В 1994 году переехал в Англию, где продолжил карьеру в клубе «Шеффилд Уэнсдей», сумма трансфера составила 1 300 000 фунтов стерлингов. Порекомендовал его клубу Свен-Ёран Эрикссон, работавший тогда в «Сампдории», к которому англичане обратились с просьбой найти для них хорошего защитника. В своём первом сезоне в Премьер-лиге Петереску сыграл 31 матч и забил 3 гола. Кроме того, он провёл за команду по 2 встречи в Кубке Англии и Кубке Футбольной лиги.
Следующий сезон начал в Шеффилде, сыграл 8 матчей в чемпионате, после чего перешёл за 2 300 000 фунтов стерлингов в лондонский «Челси», этот трансфер чуть не сорвался из-за того, что у Петреску одна нога короче другой на три дюйма, однако за футболиста поручился тогдашний тренер клуба Гленн Ходдл, который высоко оценивал способности румына. Позже Дан Петреску говорил о Ходдле так:

Для меня он был не то, что хорош, а просто фантастичен! Он купил меня, дал мне свободу действий и всегда говорил мне: «Ты лучший в мире на своей позиции. Ты должен всегда двигаться только вперёд и получать удовольствие от того, чем занимаешься». Это было здорово, чувствовать эту свободу на поле и ощущать его доверие. Он был счастлив работать со мной, и, конечно, игра под его началом принесла мне большую пользу.

В составе «синих» дебютировал 18 ноября 1995 года в выездном матче чемпионата против клуба «Лидс Юнайтед» (0:1). По словам футболиста, играя в том матче на позиции правого защитника, он долго искал на своей бровке бокового арбитра и лишь в перерыве осознал, что, в отличие от других стран, лайнсмен находится на другой стороне поля. Свой последний матч за «Уэнсдей» Петреску также провёл на выезде против «Лидса», и та встреча тоже завершилась поражением его команды (0:2). Всего в том сезоне за «Челси» он сыграл 24 матча, в которых забил 2 гола, в Премьер-лиге и 8 встреч, в которых забил 1 гол, в Кубке Англии.
В сезоне 1996/97 Петреску сыграл 34 матча, в которых забил 3 мяча в ворота соперников, в чемпионате и 2 встречи, в которых забил 1 гол, в Кубке лиги. Кроме того, провёл 5 игр в Кубке Англии, сыграв, в том числе, и в финальном матче против «Мидлсбро», в котором команда Петреску одержала победу со счётом 2:0. Тем самым Дан завоевал свой первый трофей в составе «Челси». Помимо этого, 3 августа 1997 года, выйдя на замену на 46-й минуте встречи, Петреску принял участие в матче за Суперкубок Англии, в котором «Челси» проиграл клубу «Манчестер Юнайтед» в серии послематчевых пенальти со счётом 2:4 (основное время завершилось вничью 1:1), Петереску пенальти не бил.
В следующем сезоне провёл 32 матча, в которых забил 5 мячей в ворота соперников, в чемпионате, одну игру в Кубке Англии и 3 встречи, в которых забил один гол, в Кубке лиги, в том числе Петреску сыграл и в финальном матче турнира, в котором «Челси» снова одержал победу над «Мидлсбро», и опять со счётом 2:0 (на этот раз в овертайме). Провёл 7 матчей и забил 2 мяча в Кубке обладателей кубков, сыграв, в том числе, и в финальной встрече против «Штутгарта» (1:0), где в концовке матча был удалён за грубый фол на Мурате Якине. Кубок кубков стал уже вторым трофеем Петереску в 1998 году. Третьим же в году и последним в составе «Челси» стал Суперкубок УЕФА, в котором «Челси» 28 августа победил мадридский «Реал» со счётом 1:0, однако сам Петреску на поле не выходил, просидев весь матч на скамейке запасных. В том же году получил предложение от амстердамского «Аякса», однако отклонил его.
В сезоне 1998/99 Петреску сыграл 32 матча, в которых забил 3 мяча, в чемпионате, чем помог команде занять 3-е место, что стало наивысшим достижением Петреску за всё время выступлений в Премьер-лиге. Кроме того, провёл 3 встречи в Кубке лиги, 4 матча в Кубке Англии и 6 игр в Кубке обладателей кубков, в котором «Челси» смог дойти до полуфинала, где, однако, уступил «Мальорке» по сумме двух матчей 1:2 (1:1 дома и 0:1 на выезде).
В своём последнем сезоне в «Челси» Петреску провёл 29 встреч, в которых забил 4 гола, в чемпионате, 3 матча в Кубке Англии и 15 игр, в которых забил один мяч, в розыгрыше Лиги чемпионов, в котором «Челси» смог дойти до четвертьфинала, где уступил «Барселоне» по сумме двух встреч 4:6 (победив 3:1 дома, но уступив 1:5 в дополнительное время на выезде). Иногда Дана Петреску называют первым легионером лондонского клуба, который перешагнул черту в 100 сыгранных матчей за команду, однако этой цифры иностранные игроки «Челси» достигали и до него, на самом деле Дан стал первым из зарубежных игроков, кто добрался до цифры в 200 игр. Годы, проведённые в «Челси», Петреску считает лучшими в карьере и говорит об этом периоде так:

Команда того времени была очень симпатичной во многих смыслах — и по составу, то есть подбору исполнителей, и по своей игре. В той команде осталась частичка моей жизни. Не случайно, одну из своих дочерей я назвал Челси.

Летом 2000 года Петреску перешёл за 1 миллион фунтов стерлингов в «Брэдфорд Сити», в составе которого дебютировал 19 августа в выездном матче против «Ливерпуля» (0:1). Всего за клуб в сезоне 2000/01 провёл 17 матчей, в которых забил один гол, в чемпионате, одну игру в Кубке Англии и две встречи в Кубке лиги, после чего в январе 2001 года покинул клуб. В том же месяце пополнил ряды «Саутгемптона», в составе которого дебютировал 13 января в домашнем матче против «Чарльтона» (0:0). Всего в том сезоне провёл за клуб из Саутгемптона 9 игр, в которых забил 2 мяча.
В своём последнем сезоне в Англии Петреску сыграл только в двух встречах за «Саутгемптон»: 24 октября 2001 года в домашнем матче против «Ипсвича» (3:3) и 27 октября в выездном матче против «Фулхэма» (1:2). На этом выступления Дана Петреску в Англии закончились. По словам самого футболиста, именно в этой стране он ощутил, что значит получать удовольствие от футбола.

### Взаимоотношения между Петреску и клубом «Челси»

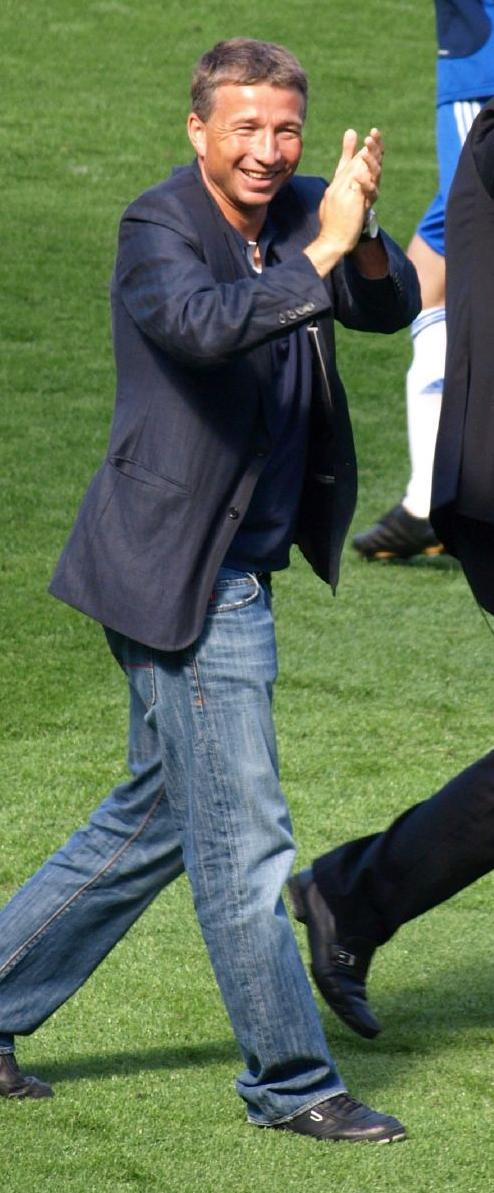
Дан Петреску на матче «Челси» — «Болтон»
(11 мая 2008)

Петреску имеет пожизненный пригласительный билет на матчи команды «Челси», по приглашению клуба минимум дважды в год может приехать в Лондон.
Во время посещений матчей команды на «Стэмфорд Бридж», когда фанаты замечают его на трибуне, то исполняют придуманную ещё во времена его выступлений за «синих» песню: Super Dan! Super Dan! Также для Петреску было удивительно, когда при встрече выяснилось, что купивший «Челси» уже после ухода Дана из команды Роман Абрамович его знает.
Сам Дан Петреску об отношении к нему болельщиков лондонской команды отзывается так:

Каждый раз, когда я возвращаюсь в Лондон и вижу, как высоко болельщики ценят то, что я сделал для клуба, я понимаю: вот это для меня куда важнее, чем количество матчей или трофеев.

В конце 2010 года, после завершения сезона в России, Петреску использовал неделю из своего отпуска для посещения своей бывшей команды по приглашению главного тренера клуба Карло Анчелотти.

### Завершение карьеры
В 2002 году Петреску вернулся в Румынию, где провёл свой последний профессиональный сезон в составе бухарестского клуба «Национал», за который сыграл 20 матчей в чемпионате страны. Кроме того, он стал вместе с командой финалистом Кубка Румынии, сыграв, в том числе, и в состоявшемся 31 мая 2003 года решающем матче турнира, в котором «Национал» уступил бухарестскому «Динамо» со счётом 0:1. Эта игра стала последней в профессиональной карьере Петреску.

### Статистика
| Выступление      | Выступление      | Выступление      | Чемпионат | Чемпионат | Кубок | Кубок | Кубок лиги | Кубок лиги | Еврокубки | Еврокубки | Итого | Итого |
| Клуб             | Лига             | Сезон            | Игры      | Голы      | Игры  | Голы  | Игры       | Голы       | Игры      | Голы      | Игры  | Голы  |
| ---------------- | ---------------- | ---------------- | --------- | --------- | ----- | ----- | ---------- | ---------- | --------- | --------- | ----- | ----- |
| Стяуа            | Дивизион A       | 1985/86          | 2         | 0         | ?     | ?     | —          | —          | 0         | 0         | ?     | ?     |
| Олт Скорничешти  | Дивизион A       | 1986/87          | 24        | 0         | ?     | ?     | —          | —          | —         | —         | ?     | ?     |
| Стяуа            | Дивизион A       | 1987/88          | 11        | 1         | ?     | ?     | —          | —          | 1         | 0         | ?     | ?     |
| Стяуа            | Дивизион A       | 1988/89          | 28        | 5         | ?     | ?     | —          | —          | 7         | 1         | ?     | ?     |
| Стяуа            | Дивизион A       | 1989/90          | 23        | 9         | ?     | ?     | —          | —          | 4         | 1         | ?     | ?     |
| Стяуа            | Дивизион A       | 1990/91          | 31        | 13        | ?     | ?     | —          | —          | 3         | 2         | ?     | ?     |
| Стяуа            | Итого за «Стяуа» | Итого за «Стяуа» | 95        | 28        | ?     | ?     | —          | —          | 15        | 4         | ?     | ?     |
| Фоджа            | Серия A          | 1991/92          | 25        | 4         | ?     | ?     | —          | —          | —         | —         | ?     | ?     |
| Фоджа            | Серия A          | 1992/93          | 30        | 3         | ?     | ?     | —          | —          | —         | —         | ?     | ?     |
| Фоджа            | Итого            | Итого            | 55        | 7         | ?     | ?     | —          | —          | —         | —         | ?     | ?     |
| Дженоа           | Серия A          | 1993/94          | 24        | 1         | ?     | ?     | —          | —          | —         | —         | ?     | ?     |
| Шеффилд Уэнсдей  | Премьер-лига     | 1994/95          | 31        | 3         | 2     | 0     | 2          | 0          | —         | —         | 35    | 3     |
| Шеффилд Уэнсдей  | Премьер-лига     | 1995/96          | 8         | 0         | 0     | 0     | 0          | 0          | —         | —         | 8     | 0     |
| Шеффилд Уэнсдей  | Итого            | Итого            | 39        | 3         | 2     | 0     | 2          | 0          | —         | —         | 43    | 3     |
| Челси            | Премьер-лига     | 1995/96          | 24        | 2         | 8     | 1     | 0          | 0          | —         | —         | 32    | 3     |
| Челси            | Премьер-лига     | 1996/97          | 34        | 3         | 5     | 0     | 2          | 1          | —         | —         | 41    | 4     |
| Челси            | Премьер-лига     | 1997/98          | 32        | 5         | 1     | 0     | 3          | 1          | 7         | 2         | 43    | 8     |
| Челси            | Премьер-лига     | 1998/99          | 32        | 3         | 4     | 0     | 3          | 0          | 6         | 0         | 45    | 3     |
| Челси            | Премьер-лига     | 1999/2000        | 29        | 4         | 3     | 0     | 0          | 0          | 15        | 1         | 47    | 5     |
| Челси            | Итого            | Итого            | 151       | 17        | 21    | 1     | 8          | 2          | 28        | 3         | 208   | 23    |
| Брэдфорд Сити    | Премьер-лига     | 2000/01          | 17        | 1         | 1     | 0     | 2          | 0          | —         | —         | 20    | 1     |
| Саутгемптон      | Премьер-лига     | 2000/01          | 9         | 2         | 0     | 0     | 0          | 0          | —         | —         | 9     | 2     |
| Саутгемптон      | Премьер-лига     | 2001/02          | 2         | 0         | 0     | 0     | 0          | 0          | —         | —         | 2     | 0     |
| Саутгемптон      | Итого            | Итого            | 11        | 2         | 0     | 0     | 0          | 0          | —         | —         | 11    | 2     |
| Национал         | Дивизион A       | 2002/03          | 20        | 0         | ?     | ?     | —          | —          | 0         | 0         | ?     | ?     |
| Всего за карьеру | Всего за карьеру | Всего за карьеру | 436       | 59        | 24    | 1     | 12         | 2          | 43        | 7         | ?     | ?     |

## Карьера в сборной
В составе главной национальной сборной Румынии Переску выступал с 1989 по 2000 год, провёл 95 матчей (5-е место в истории команды), в которых забил 12 мячей. Во всех 12 играх, когда Петреску забивал, Румыния в итоге одерживала победы. Дебютировал 29 марта 1989 года в домашнем товарищеском матче со сборной Италии, а последний раз сыграл 7 октября 2000 года в выездной встрече отборочного турнира к чемпионату мира 2002 года снова против Италии. Первый гол Петреску забил 5 декабря 1990 года в матче отборочного турнира к чемпионату Европы 1992 года против Сан-Марино, установив окончательный счёт (6:0), а последний раз отличился за сборную 22 июня 1998 года во втором матче группового этапа чемпионата мира 1998 года против Англии, также установив окончательный счёт (2:1).
В составе команды участвовал в финальных турнирах чемпионатов мира 1994 и 1998 года, а также в чемпионатов Европы 1996 и 2000 года. Кроме того, провёл один матч в отборочном турнире к чемпионату мира 1990 года и две встречи в отборочном турнире к чемпионату мира 2002 года.
На первом в карьере чемпионате мира в 1994 году в США Петреску забил единственный гол команды в последнем матче группового турнира против хозяев турнира, этот мяч стал победным и позволил румынам занять 1-е место в группе. Затем Румыния обыграла в 1/8 финала Аргентину (3:2), однако в 1/4 финала уступила в серии послематчевых пенальти со счётом 4:5 (в основное и дополнительное время 2:2) команде Швеции, Петреску тогда стал одним из промахнувшихся. Всего в том чемпионате он сыграл в 5 матчах, а в отборочном турнире провёл 9 встреч.
Следующим крупным турниром в составе национальной сборной для Петреску стал чемпионат Европы 1996 года в Англии, оказавшийся очень неудачным, поскольку команда заняла последнее место в группе, проиграв все 3 матча и забив при этом всего один гол.
На чемпионате мира 1998 года во Франции Петреску стал автором победного гола команды в матче группового турнира против Англии (2:1), эта неожиданная победа позволила румынам в итоге занять первое место в группе. По словам самого футболиста, этот гол является одним из важнейших в его карьере. Однако в 1/8 финала команда уступила Хорватии со счётом 0:1. Всего в том чемпионате он сыграл в 4 матчах, а в отборочном турнире провёл 10 встреч и забил 4 гола.
Последним крупным турниром в составе национальной сборной для Петреску стал чемпионат Европы 2000 года в Бельгии и Нидерландах, в том розыгрыше румыны снова обыграли англичан (на этот раз 3:2), тем самым не дав им выйти из группы. Однако в 1/4 финала Румыния уступила Италии со счётом 0:2, Петреску в этом матче участия не принимал.

### Голы за сборную
| №  | Дата             | Соперник    | Счёт | Итог | Соревнование              |
| -- | ---------------- | ----------- | ---- | ---- | ------------------------- |
| 1  | 5 декабря 1990   | Сан-Марино  | 6:0  | 6:0  | Отборочный матч ЧЕ-1992   |
| 2  | 8 апреля 1992    | Латвия      | 2:0  | 2:0  | Товарищеский матч         |
| 3  | 25 мая 1994      | Нигерия     | 2:0  | 2:0  | Товарищеский матч         |
| 4  | 26 июня 1994     | США         | 1:0  | 1:0  | ЧМ-1994. Групповой турнир |
| 5  | 6 сентября 1994  | Азербайджан | 2:0  | 3:0  | Отборочный матч ЧЕ-1996   |
| 6  | 1 июня 1996      | Молдова     | 1:0  | 3:1  | Товарищеский матч         |
| 7  | 31 августа 1996  | Литва       | 2:0  | 3:0  | Отборочный матч ЧМ-1998   |
| 8  | 9 октября 1996   | Исландия    | 4:0  | 4:0  | Отборочный матч ЧМ-1998   |
| 9  | 29 марта 1997    | Лихтенштейн | 5:0  | 8:0  | Отборочный матч ЧМ-1998   |
| 10 | 10 сентября 1997 | Исландия    | 2:0  | 4:0  | Отборочный матч ЧМ-1998   |
| 11 | 6 июня 1998      | Молдова     | 2:0  | 5:0  | Товарищеский матч         |
| 12 | 22 июня 1998     | Англия      | 2:1  | 2:1  | ЧМ-1998. Групповой турнир |

## Тренерская карьера

### «Рапид»
После завершения карьеры игрока занялся тренерской деятельностью. Сначала работал в качестве помощника главного тренера в бухарестском «Национале», продолжая при этом выступления в качестве игрока в своём последнем профессиональном сезоне. В 2004 году в течение 6 матчей Петреску возглавлял бухарестский «Рапид», под его руководством команда одержала 2 победы, 2 раза сыграла вничью и потерпела 2 поражения, разница мячей составила 8 забитых против 9 пропущенных. Из-за работы в «Рапиде» многие болельщики «Стяуа» стали считать его предателем.

### «Спортул Студенцеск»
Затем возглавил «Спортул Студенцеск», который под его руководством провёл 15 матчей (12 побед, 3 ничьих, 46 забитых мячей против всего 2 пропущенных) и стал победителем Первой лиги Румынии в сезоне 2003/04, завоевав, тем самым, право выступать в высшем эшелоне румынского футбола.
В сезоне 2004/05 под руководством «Спортул Студенцеск» в 30 матчах чемпионата одержал 12 побед, 9 раз сыграл вничью и 9 раз проиграл, забив 37 и пропустив 27 голов, и в итоге занял 7-е место в турнирной таблице. Кроме того, дошёл до четвертьфинала Кубка Румынии, в котором уступил по сумме двух матчей «Националу» с общим счётом 2:3 (2:0 дома и 0:3 на выезде).
Сезон 2005/06 стал последним для Петреску в «Спортул Студенцеск», под его руководством команда в этом розыгрыше провела 15 матчей (6 побед, 4 ничьих, 5 поражений, 20 забитых против 17 пропущенных мячей) во второй половине 2005 года, после чего Петреску покинул клуб. В национальном Кубке в том году клуб выбыл в 1/16 финала, уступив на выезде со счётом 1:2 команде Лиги 2 «Четатя».

### «Висла»
Тренерскую карьеру продолжил в Польше, где 1 января 2006 года возглавил краковскую «Вислу». Под руководством Петреску клуб в 13 матчах чемпионата одержал 10 побед, 1 раз сыграл вничью и потерпел 2 поражения (разница мячей составила 23-8), в итоге став вице-чемпионом Польши в сезоне 2005/06. В следующем сезоне команда провела под его руководством 7 матчей (3 победы, 4 ничьих, разница мячей 9-4) в чемпионате страны и 3 встречи (1 победа, 1 ничья, 1 поражение, разница мячей 2-2) в Кубке УЕФА, после чего 18 сентября Петреску покинул «Вислу», поскольку, по его словам, руководство клуба посчитало футбол, который показывала команда, незрелищным.

### «Униря»
Через неделю после возвращения в Румынию Петреску возглавил клуб «Униря» Урзичени, дебютировавший в сезоне 2006/07 в высшей лиге румынского футбола. Он получил широкие полномочия по работе с командой, как сам отмечает:

Я получил возможность вести себя, как тренер «Манчестер Юнайтед» — сам решал, кого покупать или продавать. Из того состава, который насчитывал 24 игрока, я был вынужден избавиться от 22-х.

В этом розыгрыше команда заняла 10 место в чемпионате, проведя под руководством Петреску 25 матчей, из которых 9 выиграла, 8 сыграла вничью, а в 8 проиграла, забив 22 мяча при 19 пропущенных. В национальном Кубке клуб остановился на стадии 1/8 финала, уступив со счётом 1:2 клубу «Оцелул».
В сезоне 2007/08 к «Унире» пришли первые успехи: по итогам чемпионата она заняла 5-е место, давшее право на участие в Кубке УЕФА, а в Кубке страны дошла до финала, где уступила со счётом 1:2 клубу ЧФР Клуж-Напока. В Лиге 1 под руководством Петреску из 34-х матчей турнира команда 16 выиграла и в 13 сыграла вничью, потерпев лишь 5 поражений, с разницей мячей 42-24.
В сезоне 2008/09 Петреску привёл команду к наивысшему достижению в её истории — победе в чемпионате Румынии. Потерпев 6 поражений (на 1 больше, чем в прошлом розыгрыше), «Униря» одержала 21 победу и 7 раз сыграла вничью, разница мячей составила 51-20. Однако чемпионский титул стал единственным достижением команды в том сезоне, поскольку в Кубке страны клуб вылетел уже в четвертьфинале, уступив со счётом 0:2 «Васлую», в дебютном для себя розыгрыше Кубка УЕФА «Униря» уступила по сумме двух матчей со счётом 0:2 «Гамбургу» (0:0 дома и 0:2 на выезде) в первом же раунде, а в матче за Суперкубок «Яломицкий Челси» уступил клубу ЧФР в серии пенальти со счётом 2:3 (основное и дополнительное время закончилось вничью 1:1).
В сезоне 2009/10 «Униря» дебютировала в Лиге чемпионов и заняла 3-е место в своей группе, получив право выхода в 1/16 финала Лиги Европы. Произошло это благодаря, прежде всего, двум неожиданным победам: на выезде над «Рейнджерс» (4:1) и дома над лидером группы «Севильей» (1:0). Сам Петреску так описал свои ощущения от дебюта в качестве тренера клуба Лиги чемпионов:
Это что-то особенное в жизни тренера. Это то, ради чего стоит жить и работать.
В плей-офф Лиги Европы «Унире» предстояло сыграть с «Ливерпулем», поэтому чтобы иметь хоть какие-то шансы на успех, команде необходимо было если не усиление, то как минимум сохранение состава, на формирование которого, однако, у руководства клуба были иные планы, в частности, планировалась продажа ряда ведущих игроков. В итоге 26 декабря 2009 года было сообщено, что из-за конфликта с владельцем клуба, отказавшимся гарантировать сохранение успешно выступающего в еврокубках текущего состава команды, Петреску расторг с клубом контракт по взаимному согласию. Хотя желание покинуть Румынию у него возникало и раньше, прежде всего из-за отношения судей, о которых сам тренер довольно нелестно отзывался:

Покуда мы не станем приглашать на матчи чемпионата Румынии иностранных судей, ни одна наша команда не добьётся серьёзного успеха в еврокубках. Мне надоело всё это. Я решил уйти. Будьте уверены на 90 % — зимой я покидаю Румынию. Так будет лучше для моего здоровья.

Всего в том сезоне под руководством Петреску команда провела 17 матчей (10 побед, 4 ничьих, 3 поражения, разница мячей 25-13) в чемпионате и 6 встреч (2 победы, 2 ничьих, 2 поражения, разница мячей 8-8) в Лиге чемпионов. В национальном Кубке «Униря» остановилась на стадии 1/8 финала, уступив 27 октября дома «Брашову» со счётом 0:1. Благодаря успешной работе с командой из Урзичени, Дан Петреску дважды (в 2008 и 2009) становился тренером года в Румынии.

### «Кубань»
Тогда же, 26 декабря 2009 года, появилась информация, что Петреску интересуется «Кубань». На следующий день, 27 декабря, было сообщено, что он подписал с «Кубанью» трёхлетний контракт, однако 28 декабря одним из агентов Петреску было уточнено, что сам контракт ещё не заключён, но будет подписан в течение 2-3 дней, и уже 29 декабря Петреску подписал контракт на 3 года с возможностью продления ещё на 2. В соответствии с данным соглашением, Петреску должен был получать 1 миллион евро сразу, а затем — по 500 000 евро за каждый сезон. В тот же день Петреску был официально представлен болельщикам и журналистам в новой должности. О новом месте работы он отозвался так:

Мне нравится, когда всё четко и конкретно, есть план развития, как здесь. Я не хочу уезжать через год. Уверяю, что буду работать семь дней в неделю и 24 часа в сутки.

Первый сезон под руководством Петреску «Кубань» провела успешно, лишь во второй половине июня произошёл небольшой спад, когда команда потерпела три поражения подряд, чего в тренерской карьере румына до этого никогда не было. В итоге сначала за 4 тура до конца турнира «Кубань» досрочно гарантировала себе выход в Премьер-лигу, а затем, за 3 тура до завершения первенства, обеспечила себе победу в первом дивизионе, что произошло впервые за время выступлений клуба. Помимо этого, возглавляемая Петреску «Кубань» обновила в том году клубный рекорд по длине беспроигрышной серии в течение одного сезона, который до этого составлял 16 матчей; новый рекорд составил 18 игр. Всего в сезоне-2010 под руководством Петреску команда провела 38 встреч (24 победы, 8 ничьих, 6 поражений, разница мячей 51-20) в первенстве, пропустив меньше всех голов, и ещё один матч полурезервным составом сыграла в Кубке. Разница мячей по итогам турнира у «Кубани» оказалась идентичной разнице мячей «Унири» в сезоне, когда та стала под руководством Петреску чемпионом своей страны (однако «Униря» тогда сыграла на 4 встречи меньше). Благодаря успешной работе с «Кубанью» в том сезоне, Петереску был признан в Румынии тренером года по версии sport.ro.

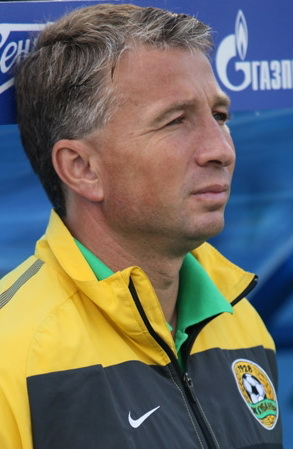
Дан Петреску на матче «Зенит» — «Кубань» (22 июня 2011)

После завершения сезона в России Петреску с помощниками из тренерского штаба отправился на неделю в свой бывший клуб «Челси», чтобы наглядно познакомиться с методикой работы главного тренера лондонского клуба Карло Анчелотти.
Сезон-2011 команда начала в российской премьер-лиге. 4 апреля по итогам голосования зрителей программы «90 минут» Петреску был признан лучшим тренером российской Премьер-лиги в марте 2011 года, затем в мае во второй раз участвовал и победил в зрительском голосовании. 29 ноября 2011 продлил с «Кубанью» контракт до 30 июня 2015 года. В декабре Петреску был назван лучшим тренером 2011 года в Румынии. 25 мая 2012 года по итогам заседания Контрольно-дисциплинарного комитета РФС Петреску был наказан штрафом в 50 000 рублей и дисквалификацией на 6 матчей за умышленный толчок арбитра в игре заключительного 44-го тура сезона 2011/12.
13 августа 2012 появилась информация, что Петреску может возглавить московский ЦСКА, представители которого встречались с ним после краснодарского дерби 10 августа. 14 августа стало известно, что Петреску попросил руководство клуба отпустить его, поскольку по его словам за почти 3 года работы он смог сделать для «Кубани» всё, что было в его силах, и теперь ему нужны перемены, новый вызов. В тот же день появилась информация, что Петреску может возглавить московское «Динамо». По данным Sports.ru, он к тому времени уже провёл встречу с представителями этого клуба. По словам самого тренера, конкретных предложений по работе у него на тот момент не было, но он готов был вести переговоры о трудоустройстве, поскольку не хотел сидеть без дела.

### «Динамо»
17 августа 2012 года по итогам заседания совета директоров московского «Динамо» Петреску был назначен главным тренером команды. По словам председателя совета директоров клуба, первого заместителя президента-председателя правления банка ВТБ Василия Титова, контракт с румыном был заключён на 3 года. Вместе с Петреску на работу в «Динамо» перешли его помощники из тренерского штаба «Кубани»: Эмилиан Карас, Кристинел Пожар, тренер вратарей Думитру Стынгачу и тренер по физподготовке Петре Лэзэреску. Петреску принял «Динамо», когда оно находилось на последнем месте в турнирной таблице и не набрало ни одного очка, однако уже в первом матче чемпионата под руководством румына в упорной борьбе был обыгран «Локомотив» (3:2). После победы над «Аланией» в 15-м туре «Динамо» выдало 14-матчевую беспроигрышную серию и претендовало на попадание в зону еврокубков, однако неудачи в двух последних турах лишили москвичей этой возможности: «Динамо» завершило сезон на 7 месте. В феврале 2013 года был переподписан новый контракт — сроком до конца сезона-2014/15 и неустойкой в размере 2 млн евро в случае увольнения.
Однако в следующем сезоне «Динамо» при солидном усилении команды за счёт того, что руководителем клуба стал Борис Ротенберг, который увеличил финансирование команды, не отличалось стабильными выступлениями, чередуя удачные матчи (победа над ЦСКА (4:2) 9 марта 2014 года) с сенсационными поражениями (от «Спартака» (1:4) 27 июля 2013 года). 8 апреля 2014 года, после разгромного проигрыша аутсайдеру чемпионата «Анжи» (0:4), контракт Петреску был расторгнут по взаимному согласию сторон. Это было первое поражение команды с конца ноября 2013 года (при 4 победах и 2 ничьих), а сам клуб на момент увольнения тренера занимал 4 место и боролся за медали чемпионата.

### «Аль-Араби»
5 июня 2014 года Петреску возглавил катарский клуб «Аль-Араби», заключив контракт на 2 года. Осенью 2014 года Дан Петреску заявил, что у него было предложение от «Кубани», однако он не захотел покидать «Аль-Араби». 3 декабря 2014 года Петреску был уволен из клуба.

### «Тыргу-Муреш»
10 июня 2015 подписал контракт с румынским клубом «Тыргу-Муреш», однако уже 7 июля заявил, что покидает клуб из-за финансовых проблем клуба. Первым и последним официальным матчем в «Тыргу-Муреш» для Петреску стала игра за Суперкубок Румынии, выигранная у «Стяуа» (1:0).

### «Цзянсу Сайнти»
10 июля 2015 года Петреску подписал контракт с китайским клубом «Цзянсу Сайнти». В сезоне 2015 года «Цзянсу Сайнти» под руководством Петреску провёл 13 матчей, завершив его на 9 месте. Более удачным было выступление в Кубке Китайской футбольной ассоциации, команда под его руководством стала обладателем Кубка. В сезоне 2016 года под руководством Петреску было проведено 20 матчей. 3 июня 2016 года Петреску покинул клуб.

### «Кубань»
14 июня 2016 года Петреску подписал контракт с краснодарской «Кубанью» сроком на два года, но 4 октября покинул клуб — к этому моменту команда одержала три победы в 15 матчах и занимала 14 место из 20 в первенстве ФНЛ.

### «Ан-Наср»
29 октября 2016 года возглавил по ходу сезона эмиратский клуб «Ан-Наср» из Дубая. Команда под руководством Петреску поднялась с промежуточного десятого на итоговое шестое место в сезоне 2016/2017 и проиграл в финале Кубка страны клубу «Аль-Вахда» из Абу-Даби.

### «ЧФР Клуж»
10 июня 2017 года Петреску вернулся в Румынию и подписал контракт с клубом «ЧФР Клуж» и в этом же сезоне стал чемпионом Румынии.

### «Гуйчжоу Хэнфэн»
Однако 7 июня 2018 года стало известно, что после окончания румынского чемпионата специалист вернётся в Китай, чтобы по ходу сезона спасти «Гуйчжоу Хэнфэн», опустившегося на последнее, шестнадцатое место в таблице вместо Грегорио Мансано. Выправить положение Петреску не удалось, и клуб из Гуйяна вылетел из Китайской Суперлиги в Первую лигу национального чемпионата. Там он проработал до 22 марта 2019 года, когда его вновь вернул на родину «ЧФР Клуж».

### Возвращение в «ЧФР Клуж»
Вернувшись в Клуж-Напоку, Петреску в сезоне 2018/2019 с итоговыми 15 победами защитил титул победителя регулярного чемпионата, который покорился тренеру год назад. Спустя год железнодорожники под руководством специалиста взяли чемпионат Румынии в третий раз подряд. Однако после неудач в групповом этапе Лиги Европы Петреску перед последней игрой с «ЦСКА София» второй раз уходит из клуба.

### «Кайсериспор»
В зимнюю паузу Петреску принимает предложение из Турции от «Кайсериспора», но уже 24 февраля расторгнул контракт по соглашению сторон, одержав только две победы в восьми матчах после возобновления сезона.

## Статистика в качестве главного тренера
По состоянию на 23 августа 2022 года
| Команда        | Страна  | Начало работы    | Окончание работы | Результаты | Результаты | Результаты | Результаты | Результаты |
| Команда        | Страна  | Начало работы    | Окончание работы | И          | В          | Н          | П          | В %        |
| -------------- | ------- | ---------------- | ---------------- | ---------- | ---------- | ---------- | ---------- | ---------- |
| Спортул        | Румыния | 20 июля 2003     | 3 декабря 2003   | 30         | 23         | 5          | 2          | 76.67      |
| Рапид (Б)      | Румыния | 8 декабря 2003   | 14 апреля 2004   | 9          | 5          | 2          | 2          | 55.56      |
| Спортул        | Румыния | 17 июня 2004     | 5 декабря 2005   | 30         | 13         | 9          | 8          | 43.33      |
| Висла          | Польша  | 7 декабря 2005   | 18 сентября 2006 | 20         | 13         | 5          | 2          | 65.00      |
| Униря          | Румыния | 25 сентября 2006 | 26 декабря 2009  | 110        | 56         | 32         | 22         | 50.91      |
| Кубань         | Россия  | 28 декабря 2009  | 14 августа 2012  | 86         | 41         | 24         | 21         | 47.67      |
| Динамо (М)     | Россия  | 17 августа 2012  | 8 апреля 2014    | 55         | 28         | 14         | 13         | 50.90      |
| Аль-Араби      | Катар   | 5 июня 2014      | 1 декабря 2014   | 11         | 3          | 5          | 3          | 27.27      |
| Тыргу-Муреш    | Румыния | 10 июня 2015     | 9 июля 2015      | 1          | 1          | 0          | 0          | 100.00     |
| Цзянсу Сайнти  | Китай   | 12 июля 2015     | 3 июня 2016      | 33         | 11         | 12         | 10         | 33.33      |
| Кубань         | Россия  | 14 июня 2016     | 4 октября 2016   | 15         | 3          | 7          | 5          | 20,00      |
| Ан-Наср        | ОАЭ     | 29 октября 2016  | 9 июня 2017      | 21         | 10         | 3          | 8          | 47,62      |
| ЧФР Клуж       | Румыния | 10 июня 2017     | 5 июня 2018      | 37         | 23         | 10         | 4          | 62,16      |
| Гуйчжоу Хэнфэн | Китай   | 7 июня 2018      | 22 марта 2019    | 23         | 7          | 4          | 12         | 30,43      |
| ЧФР Клуж       | Румыния | 22 марта 2019    | 30 ноября 2020   | 84         | 44         | 20         | 20         | 52,38      |
| Кайсериспор    | Турция  | 11 января 2021   | 23 февраля 2021  | 8          | 2          | 3          | 3          | 25,00      |
| ЧФР Клуж       | Румыния | 31 августа 2021  | —                | 52         | 29         | 9          | 14         | 55,77      |
| Всего          | Всего   | Всего            | Всего            | 625        | 312        | 164        | 149        | 49,92      |

## Достижения

### Командные

#### В качестве игрока
Стяуа
- Чемпион Румынии: 1985/86, 1987/88, 1988/89
- Обладатель Кубка Румынии: 1987/88, 1988/89
- Финалист Кубка европейских чемпионов: 1988/89
- Финалист Кубка Румынии: 1989/90

 Челси
- Обладатель Кубка Англии: 1996/97
- Обладатель Кубка Футбольной лиги: 1997/98
- Обладатель Кубка обладателей кубков УЕФА: 1997/98
- Обладатель Суперкубка УЕФА: 1998

 Национал
- Финалист Кубка Румынии: 2002/03

#### В качестве тренера
Спортул
- Победитель Первой лиги Румынии: 2003/04

 Висла
- Серебряный призёр Чемпионата Польши: 2005/06

 Униря
- Чемпион Румынии: 2008/09
- Финалист Кубка Румынии: 2007/08

 Кубань
- Победитель Первого дивизиона России: 2010

 Тыргу-Муреш
- Обладатель Суперкубка Румынии: 2015

 Цзянсу Сайнти
- Обладатель Кубка Китая: 2015

 ЧФР
- Чемпион Румынии: 2017/18, 2018/19, 2019/20, 2021/22

### Личные

#### В качестве игрока
- Член символической сборной легионеров английской Премьер-лиги десятилетия (1992/93—2001/02)
- Почётный гражданин Бухареста: 1994[73]
- Орден «За спортивные заслуги» III степени I типа (2008)[74]

#### В качестве тренера
- Тренер года в Румынии: 2008, 2009, 2011, 2019

## Характеристика

### Игрока
В составленной порталом Soccer.ru символической сборной «Челси» периода с 1990 года Петреску назван идеальным вариантом атакующего крайнего защитника, вернувшим в своё время игру в пас на «Стэмфорд Бридж». Из-за хронической травмы спины Петреску каждый день приходилось дополнительно работать на поле. Из всей команды, за исключением травмированных игроков, он всегда был последним, кто уходил после завершения тренировки.

### Тренера
По мнению работавшего под руководством Петреску в «Кубани» футболиста Игоря Армаша, Петреску является прямым и строгим, дисциплина для него на первом месте. При этом он довольно непредсказуемый, порой может быть спокойным всю тренировку, а под конец сильно разозлиться, если недоволен действиями своих подопечных. Однако это касается исключительно рабочего процесса, в жизни же он очень весёлый и обладает хорошим чувством юмора.
По мнению ещё одного игрока «Кубани», он хорошо проявляет в тренерской работе качества психолога:

Если кто-то думает, что в перерыве Петреску рвёт и мечет — так же, как во время игры, — то он глубоко ошибается. Зайдя в раздевалку, мы успокаиваемся, Мистер даёт некоторое время отдышаться, после чего спокойно объясняет, как должен действовать каждый игрок с первых секунд второго тайма. Дан не только отличный тактик, но и хороший психолог.
— Сергей Давыдов
По словам самого Петреску, он всегда требует от игроков уйти от стереотипов, дать команде больше, поскольку они часто думают, что у них есть предел сил или таланта, однако на самом деле им просто нужно заставить себя стать лучше. Такой подход сложился у Петреску на основе своего опыта, поскольку сам он в период карьеры футболиста постоянно работал над своей игрой, чтобы прогрессировать. Кроме того, Дан характеризует себя как эмоционального тренера, который может кричать и ругаться, способного во время матча выйти в центр поля, сам того не заметив, либо уйти на трибуну.
Также, по словам Петреску, одним из его сильных тренерских качеств является умение создавать коллектив, объединять людей. Даже при положительных результатах он всегда ищет что-то плохое, что можно было бы улучшить, никогда не может быть полностью доволен действиями футболистов или своей работой, постоянно хочет большего и требует этого от игроков.
В плане «стилевых» предпочтений для Петреску главное, чтобы команда выигрывала, зрелищность же показываемого ею футбола для него только на втором месте. Петреску не прельщает стиль, который не даёт результата, когда команда играет ярко, но при этом терпит поражение.

## Прозвища
Часто Дана Петреску называют «Барсуком», особенно популярно это прозвище в румынской прессе (рум. Bursucul). Во время карьеры в «Челси» получил от болельщиков прозвище «Супер Дан» (англ. Super Dan), тоже нередко используемое в СМИ. Также в период выступлений за лондонцев получил прозвище The Ledge (сокращённое от англ. The Legend — «Легенда»). Помимо этого, Дана иногда называют «румынским Гарринчей», а также «Агентом Малдером» или «румынским Малдером» (рум. Mulder din România), из-за внешнего сходства с исполнявшим эту роль актёром Дэвидом Духовны.

## Личная жизнь
Кроме румынского, имеет также гражданство Великобритании, в столице которой у Петреску есть квартира. Помимо родного, свободно владеет испанским, итальянским и английским языками.
Состоит в официальном браке с 2008 года (второй раз, с первой супругой развёлся в 2003 году), жену зовут Адрианой. В семье трое дочерей, две из которых — Ребекка и Челси — от первого брака и одна — Дженнифер Энн-Мари — от второго. Челси была названа именно в честь клуба «Челси», период выступлений в котором Петреску считает лучшими годами в своей карьере игрока.
Петреску отрицательно относится к употреблению алкоголя, по его словам, не пьёт принципиально.
Из спортивных дисциплин, помимо футбола, ему нравятся другие игры с мячом, в особенности баскетбол и теннис, в который он сам иногда играет. Увлекается просмотром кино.